# Pont Louis-Bisson
Le pont Louis-Bisson est un pont routier qui relie la ville de Montréal (arrondissement Pierrefonds-Roxboro) à la ville de Laval en enjambant la rivière des Prairies. 

## Situation et accès
Il dessert les régions administratives de Montréal et de Laval.
Le pont est utilisé par l'autoroute 13. Il comporte sept voies de circulation, dont trois pour chaque direction, auxquelles s'ajoute une voie centrale. Cette voie supplémentaire est utilisée en direction sud le matin et en direction nord le soir. Afin de permettre l'inversement de la circulation dans cette voie, un muret de béton mobile est déplacé à chaque inversion du sens de la circulation.

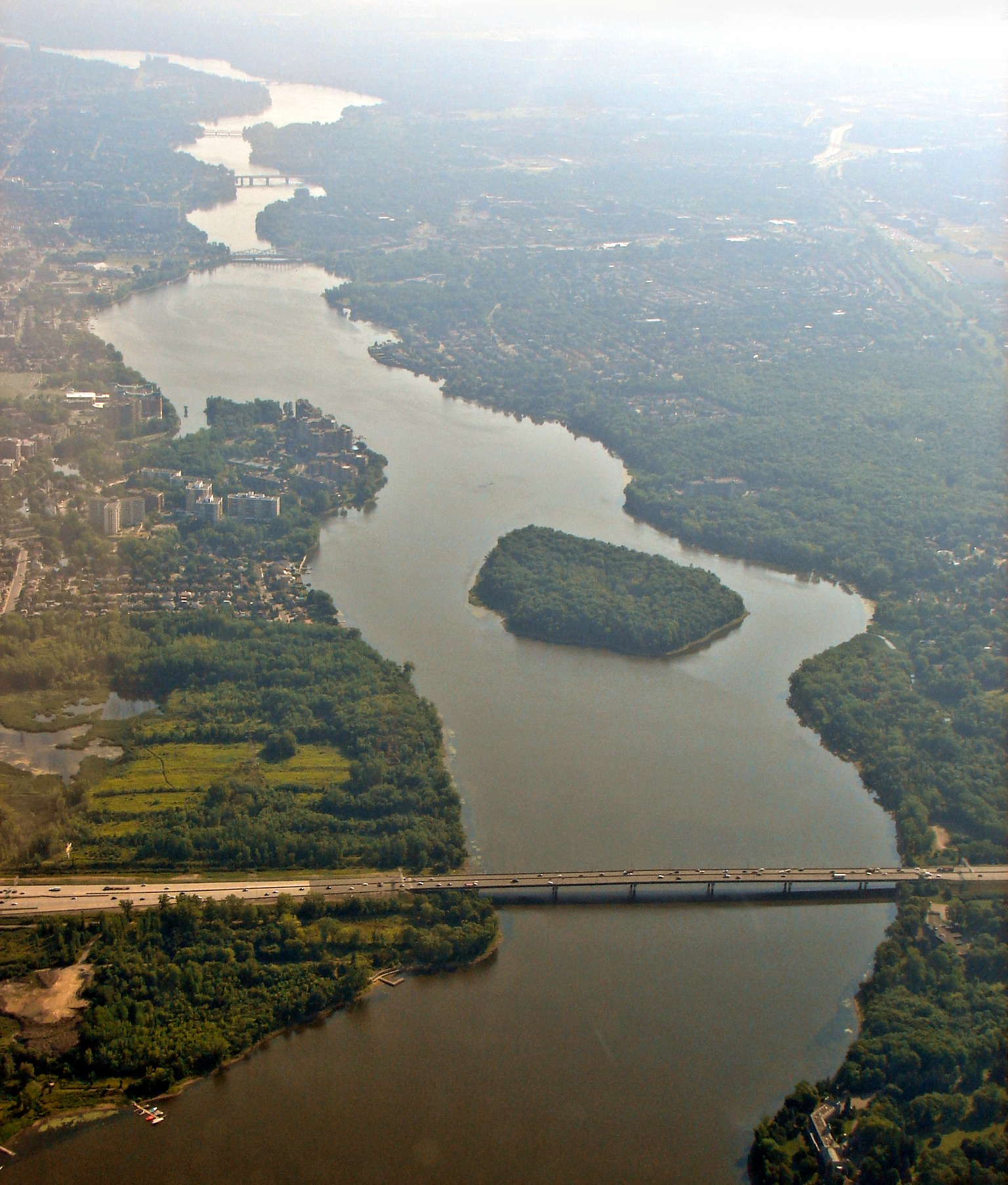
Pont Louis-Bisson enjambant la rivière des Prairies dans l'axe de l'autoroute 13

## Origine du nom
À l'instar du pont Vachon, situé plus au nord, le pont a été nommé pour honorer une figure liée à l'aviation, Louis Bisson (1909-1997), aviateur canadien de la Royal Air Force durant la Seconde Guerre mondiale.

## Historique
Construit en 1975, il s'inscrit dans le développement autoroutier visant à relier île de Montréal à l'aéroport de Mirabel.